# Bò Braford Úc

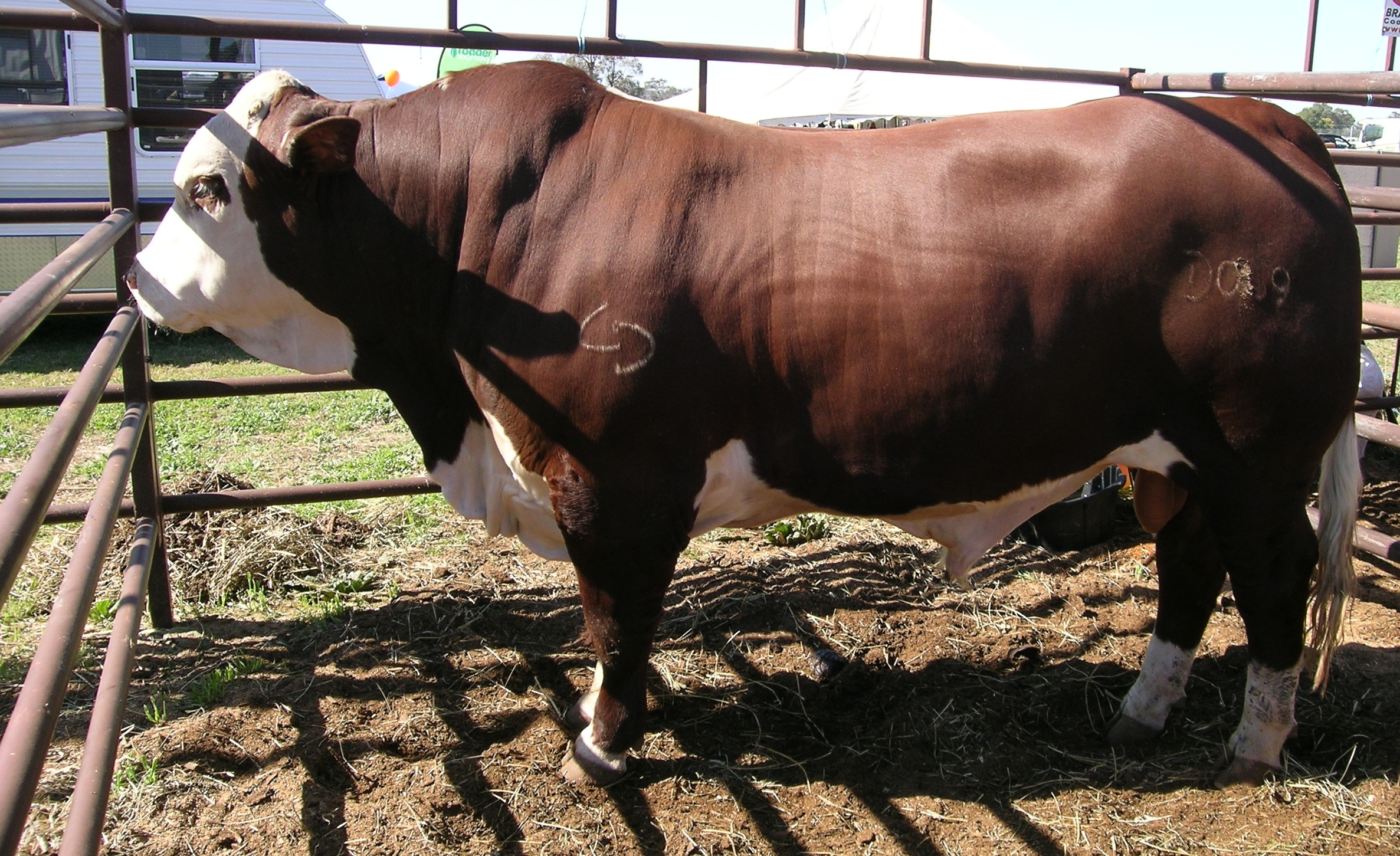
Một con bò đực Braford Úc

Bò Braford Úc là một giống bò thịt, được phát triển ở Queensland từ năm 1946 đến năm 1952 trong một chương trình sản xuất gia súc có khả năng chống bọ ve bò và chịu được nhiệt tốt hơn so với một số giống khác.
Bò Braford Úc có nguồn gốc tại 'Edengarry' ở phía bắc Rockhampton ở Queensland vào năm 1946 khi Rea Brothers giới thiệu bò đực Brahman vào các nhà lai tạo Hereford của chúng để giúp chống lại tác động của hạn hán và bọ ve.
Bò Braford Úc có một bướu nhỏ, da lỏng lẻo và một chiếc áo khoác ngắn màu đỏ và trắng, sở hữu một mô hình màu tương tự như của gia súc Hereford. Giống bò Úc này có thể có sừng hoặc không. Nền tảng di truyền của giống bò này là khoảng 50% Hereford và 50% Brahman.
Bò Braford Úc chủ yếu được tìm thấy ở các tiểu bang NSW và Queensland của Australia. Tinh dịch của bò Braford đã được xuất khẩu sang Nam Mỹ và Nam Phi. Xuất khẩu gia súc sống đã được thực hiện vào các quốc gia Indonesia và Thái Lan.
Giống bò Braford rất linh hoạt và là giống bò có khả năng thích ứng cao với nhiều môi trường. Các cá thể giống này có mặt ở Úc, Mỹ, Nam Mỹ và Nam Phi. Nó có khả năng sinh sản tuyệt vời, đặc điểm làm mẹ, rèn luyện, cân nặng theo tuổi và tính khí khá. Braford Úc là giống bò sở hữu những thứ tốt nhất của cả Bos Taurus và Bos Indicus để tạo ra một giống bò thích nghi về mặt nhiệt đới thích hợp để sản xuất thịt bò mềm.